# Saunders-Roe Skeeter
Der Saunders-Roe Skeeter war ein zweisitziger leichter Militärhubschrauber des britischen Herstellers Saunders-Roe und wurde zu Schulungszwecken, Beobachtung und als Verbindungseinheit verwendet. Er war der erste Hubschrauber, der bei der britischen Armee Verwendung fand.

## Geschichte
Nach der Übernahme der Cierva Autogiro Company durch Saunders-Roe (kurz: Saro) 1951 wurde der bisher nur in Form zweier Prototypen vorliegende neu entwickelte Cierva Skeeter von Saunders-Roe ins Programm aufgenommen und zur Serienreife gebracht. Dennoch dauerte es weitere fünf Jahre, bis der Saunders-Roe Skeeter ausgeliefert werden konnte. Die ersten Modelle litten alle unter starken Resonanzentwicklungen, die auf zu schwache Motoren zurückzuführen waren. Sie ließen sich erst in der Version Srs.5 mit den stärkeren Gipsy-Major-Motoren beseitigen. Auf der Basis des Skeeters entwickelte Saunders-Roe einen größeren 5-sitzigen Mehrzweckhubschrauber, den P.531, der als Vorläufer der Westland-Scout-Serie diente.

## Versionen
Die beiden ersten Prototypen unter der Regie der Cierva Autogiro Company werden in der Versionsgeschichte mitgezählt. Nach der Übernahme durch Saunders-Roe wurde die Bezeichnung „Serie“ (abgekürzt Srs.) eingeführt. Bis auf einzelne Versuche mit Kufen in den Serien 3 bis 5 hatten alle Skeeter ein Radfahrwerk mit drei Rädern.
Cierva W.14 Skeeter 1
Erster Prototyp, ausgerüstet mit einem Jameson-FF-1-Motor mit 78 kW (106 PS). Es wurde nur ein Exemplar in dieser Konfiguration gebaut. Er absolvierte den Erstflug am 8. Oktober 1948.
Cierva W.14 Skeeter 2
Der zweite Prototyp, ebenfalls nur als Einzelstück gebaut, mit dem ein Gipsy-Motor mit 106& kW (145 PS) getestet wurde. Er flog erstmals 1949.

Skeeter 1 und Skeeter 2 wurden im Januar 1951 an das britische Beschaffungsamt als Testmaschinen für das Heer übergeben.
Skeeter Srs. 3B
Zwei Exemplare, ausgestattet mit Blackburn-Bombardier-702-Motoren, die 132 kW (180 PS) Leistung brachten.
Skeeter Srs. 4
Dieses Modell war ein Entwurf für die Royal Navy mit einem Bombardier-704-Motor, allerdings wurde nur ein Exemplar gebaut.
Skeeter Srs. 5
Eine zivile Version, bei der endlich die Resonanzprobleme gelöst wurden. Auch von dieser Version gab es nur eine Maschine.
Skeeter Srs. 6
Vier Prototypen mit 147 kW (200 PS) leistenden Gipsy-Major-200-Motoren in zwei Typen:
Skeeter A.O.P.10
Drei Maschinen gingen als Testexemplare an die britische Armee, genauer das Army Air Corps. Dort erhielten die Maschinen die militärische Bezeichnung „Air Observation Post 10“ (A.O.P.10).
Skeeter T.11
Eine Schulungsversion mit Doppelsteuerung, ebenfalls für das Army Air Corps, genannt „Trainer 11“.
Skeeter Srs. 7
Von dieser endgültigen Serienversion wurden ab 1958 64 Stück gebaut, alle für die britische Armee. Ausgerüstet waren sie mit den stärkeren D.H.-Gipsy-Major-Motoren, die 158 kW (215 PS) Leistung erreichten. Die letzten Exemplare wurden 1960 ausgeliefert. Die Serie 7 war ebenfalls in zwei Typen erhältlich:
Skeeter A.O.P.12
Die meisten Skeeter 7 wurden in dieser Funktion zur Beobachtung eingesetzt.
Skeeter T.13
Eine Schulungsversion mit Doppelsteuerung, hiervon wurden nur wenige Exemplare gebaut.
Skeeter Mk.50
Exportversion der Serie 7 für die Luftwaffe. Hiervon wurden sieben Stück gebaut und ausgeliefert, kamen jedoch bei der Bundeswehr nie zum Einsatz. Eine Maschine dieses Kontingents diente zur Erprobung der Turmo-603-Wellenturbine.
Skeeter Mk.51
Vier Exemplare einer Exportversion für die Bundesmarine. Wie die Schwesterversion Mk.50 wurden sie ebenfalls ausgeliefert, aber nie im Dienst der Bundeswehr geflogen.
Skeeter Srs. 8
Eine zivile Version, baugleich mit der Serie 7. Drei Stück wurden gebaut, es gab jedoch keine Bestellungen.

## Technische Daten
| Kenngröße             | Daten Skeeter A.O.P. Mk.12        |
| --------------------- | --------------------------------- |
| Baujahr               | 1958                              |
| Hersteller            | Saunders-Roe Ltd.                 |
| Besatzung             | 2                                 |
| Rotordurchmesser      | 9,76 m                            |
| Rumpflänge            | 8,10 m                            |
| Höhe                  | 2,29 m                            |
| Startmasse            | 1040 kg                           |
| Höchstgeschwindigkeit | 167 km/h                          |
| Reichweite            | 340 km                            |
| Triebwerk             | D.H. Gipsy Major, 158 kW (215 PS) |